# Aida Begić-Zubčević
Aida Begić-Zubčević (ur. 9 maja 1976 w Sarajewie) – bośniacka reżyserka i scenarzystka filmowa.

## Życiorys
W 2000 ukończyła reżyserię teatralną i filmową na Akademii Sztuk Scenicznych Uniwersytetu w Sarajewie. Jej film dyplomowy Prvo smrtno iskustvo był pokazywany na ponad dwudziestu festiwalach filmowych.
Dwa z jej filmów, Śnieg (2008) i Dzieci Sarajewa (2012), były oficjalnymi bośniackimi kandydatami do Oscara dla najlepszego filmu nieanglojęzycznego, ale żaden z nich ostatecznie nie uzyskał nominacji.
Jest adiunktem na wydziale reżyserii (prof. Haris Pašović) Akademii Sztuk Scenicznych. Od 2004 prowadzi wraz z Elmą Tataragić firmę producencką MAMAFILM.

## Filmografia
- 1995 Autobiografija – film dokumentalny 10 min.
- 1997 Trijumf volje – film dokumentalny 16 min.
- 2001 Prvo smrtno iskustvo – film krótkometrażowy 26 min[2]
- 2003 Sjever je poludio – film krótkometrażowy  19 min
- 2008 Śnieg (bośn. Snijeg) – film fabularny 99 min[3]
- 2012 Dzieci Sarajewa (bośn. Djeca) – film fabularny 90 min.[4]
- 2014 Mosty Sarajewa (bośn. Mostovi Sarajeva) 114 min[5]

## Nagrody i wyróżnienia
- 2008

- Śnieg

- nagrody dla najlepszego filmu i za reżyserię – Fajr Film Festival w Teheranie
- nominacja – Europejska Nagroda Filmowa dla odkrycia roku
- nagroda Women & Equality – MFF w Salonikach

- 2012

- Dzieci Sarajewa

- Nagroda Specjalna Jury w sekcji Un Certain Regard – 65. MFF w Cannes
- nagrody za reżyserię i dla najlepszej aktorki – MFF w Sarajewie